# Ironclad (película)
Ironclad (en español: Templario) es una película bélica de acción-aventura de 2011 dirigida por Jonathan English. Escrita por English y Erick Kastel, se basa en un guion de Stephen McDool, con un reparto encabezado por James Purefoy, Brian Cox, Kate Mara, Paul Giamatti, Vladimir Kulich, Mackenzie Crook, Jason Flemyng, Derek Jacobi y Charles Dance.
La película narra el asedio del castillo de Rochester por el rey Juan en 1215, durante la guerra de los barones. La película fue filmada en su totalidad en Gales en 2009 y producida con un presupuesto de 25 millones de dólares.

## Reparto
- James Purefoy: Thomas Marshall.
- Brian Cox[5] como William d'Aubigny.
- Kate Mara: Lady Isabel.
- Derek Jacobi: Reginald de Cornhill.
- Paul Giamatti: Juan I de Inglaterra.[5]
- Charles Dance:[7] Stephen Langton.
- Jason Flemyng: Becket.
- Jamie Foreman:[5] Jedediah Coteral.
- Mackenzie Crook: Daniel Marks.
- Rhys Parry Jones:[7] Wulfstan.
- Aneurin Barnard: Guy.[7]
- Vladimir Kulich:[7] Tiberius.
- David Melville: Barón Darnay.
- Annabelle Apsion: Maddy.
- Steffan Rhodri: Cooper.
- Daniel O'Meara: Phipps.
- Bree Condon:[7] Agnes.